# Stella Meghie

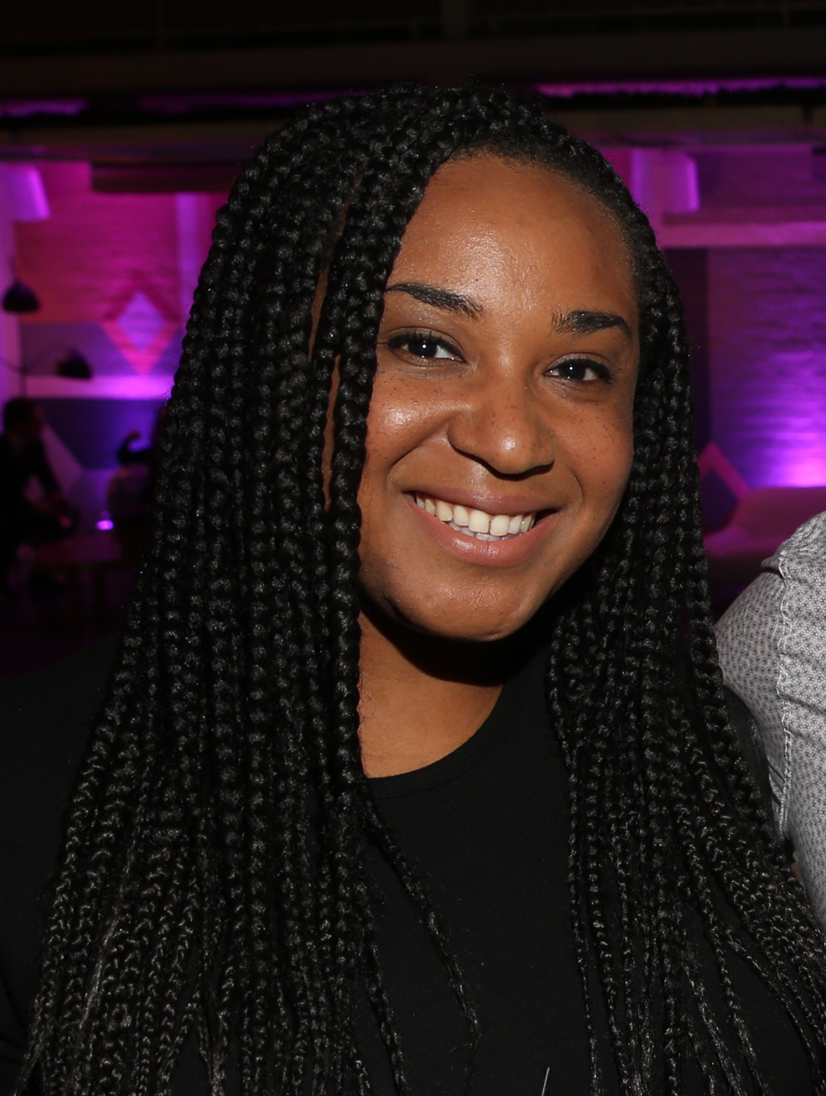
Stella Meghie, 2016

Stella Meghie (* in Toronto, Ontario, Kanada) ist eine kanadische Filmregisseurin, Drehbuchautorin und Filmproduzentin. Sie lebt in Los Angeles.

## Leben
Stella Meghie arbeitete in New York in der Modebranche im Bereich der Öffentlichkeitsarbeit. Sie studierte an der University of Westminster und machte ihren Master im Fach Screenwriting [Drehbuchschreiben]. Ihr Filmdebüt Jean and the Joneses wurde 2016 beim South by Southwest (SXSW) - Filmfestival, dem Toronto International Film Festival 2016 und dem Zurich Film Festival nominiert. 2017 wurde der Film beim Champs-Élysées Film Festival prämiert. Es folgte im selben Jahr die MGM-Produktion Everything, Everything nach der gleichnamigen Romanvorlage von Nicola Yoon mit Amandla Stenberg in der Hauptrolle. 2018 hatte The Weekend  beim Toronto International Film Festival 2018 Premiere. Am 14. Februar 2020 erfolgte der US-Kinostart von The Photograph.

## Filmografie (Auswahl)
- 2016: Jean of the Joneses (Drehbuch und Regie)
- 2017: Du neben mir (Everything, Everything, Regie)
- 2018: The Weekend (Drehbuch und Regie)
- 2020: The Photograph (Drehbuch und Regie)